# 이미진
이미진(1983년 7월 4일 ~ )은 대한민국의 슈퍼모델이다.

## 학력
- 창원대학교
- 한국체육대학교 대학원

## 경력
- 2002년 패션쇼 트루싸르디,앙드레김,노승은 컬렉션 모델

## 수상
- 2000년 미스코리아 경남 진 수상
- 2002년 KOREA 슈퍼모델 선발대회 패션상
- 2016년 머슬마니아 X맥스큐 피트니스 세계대회 선발전 미즈비키니 1위
- 2016년 머슬마니아 X맥스큐 피트니스 세계대회 선발전 스포츠모델 1위

## 방송
- KBS 가족오락관
- KBS 쇼 파워 비디오
- KBS 연예가중계
- MBC 일요일 일요일밤에
- 늑대들의 진실토크
- MBC 섹션TV연예통신
- SBS 생방송 브라보 나눔로또 2002년 ~ 2006년
- 쿠퍼스 컵 골프 최강전
- JTBC 렉서스컵 골프 최강전
- KBS 출발 드림팀
- KBS TV쇼 진품명품
- MBC 스포츠 매거진